# Annona edulis
A Annona edulis (também conhecida como guaituto ou tucuragua) é uma espécie de planta da família Annonaceae, que se encontra em Peru, Equador, Colômbia, Venezuela e Brasil.

## Descrição
É uma árvore que atinge entre 2 e 20 m de altura. O tronco é ereto, de 20 a 60 cm de diâmetro, com cortesanamente fisurada. Ramos e pecíolos densamente seríceos, tricomas simples castaños, a glabrescentes. Pecíolos de 5 a 20 mm de comprimento. Lâmina ovalada, elíptica a obovada ou oblonga, 11 a 35 cm de longitude por 5–20 cm, base amplamente cuneiforme, obtusa a cordada, ápice ligeiramente acuminado a agudo e margem inteiro. Inflorescências de 1 a 4 nos entrenudos. Flores perfumadas com saiba-os livres de 2 a 3 mm. Pétalas conadas, cano de 4–7 mm de comprimento, lóbulos oblongo-elípticos, densamente verruculose, com 8–15 × 4–6 mm. Fruto verde, amarelo quando maduro, subgloboso a amplamente ovóide ou elipsóide, verrugoso, densamente coberto por pelos, de 1,4 a 5,5 cm de comprimento por 1 a 4 cm de diâmetro. Polpa doce comestível. Sementes pretas com 6 a 8 mm de largura.